# Premio Traetta

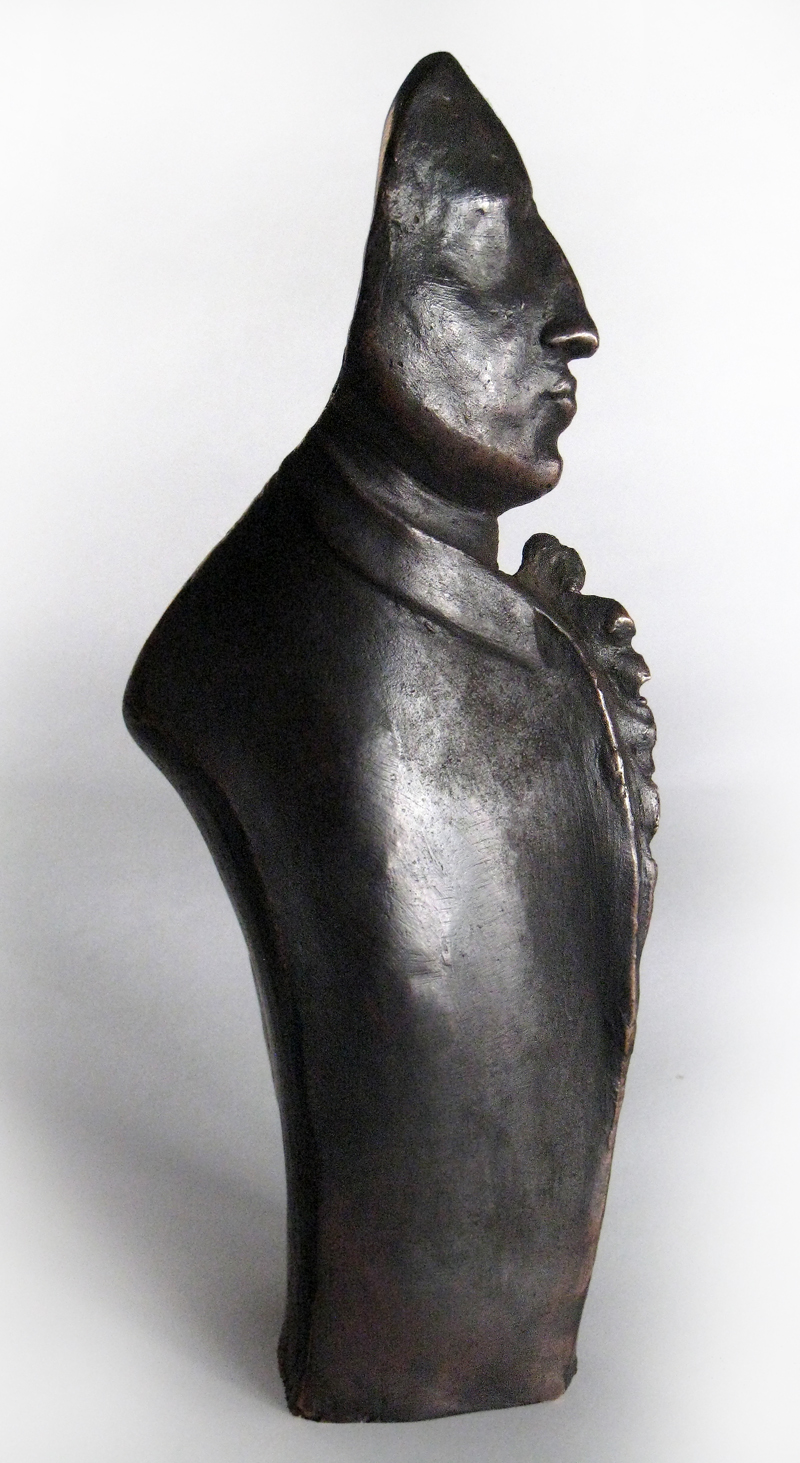
Premio Traetta. (Autor: Francisco Berdonces, 2015)

El Premio Traetta es un galardón otorgado desde el año 2009 por la Traetta Society en reconocimiento a los méritos en el redescrubimiento de la raíces europeas de la música del siglo XVIII. Toma su nombre del compositor Tommaso Traetta y consiste en una estatuilla de bronce obra del artista español Francisco Berdonces. El premio, ideado y promovido por el arquitecto Gianfranco Spada, se entrega cada año durante la Semana Traetta, un festival itinerante enteramente dedicado al compositor que se celebra durante los ocho días que van desde su nacimiento al día de su muerte (30 de marzo - 6 de abril).
Tommaso Traetta es un compositor de la Escuela musical napolitana que, a pesar del éxito obtenido en vida por sus composiciones, ha sido injustamente relegado, junto a numerosos otros compositores de la época, a una posición secundaria, respecto a la de otros compositores, transalpinos, por la naciente historiografía musical de matriz alemana, que ha fundado las bases de la música clásica casi exclusivamente sobre autores de origen germánica.
El Premio Traetta tiene como objetivo premiar a aquellas personas que de alguna manera han ampliado los conocimientos de la producción musical del siglo dieciocho redescubriendo una parte importante de las raíces de la música europea.
El premio toma prestado el nombre de Traetta como símbolo de una multitud de compositores injustamente olvidados, tales como Leonardo Vinci, Pasquale Anfossi, Antonio Sacchini, Nicola Vaccaj, Leonardo Leo, Domenico Cimarosa o los españoles Vicente Martín y Soler, Domènec Terradellas, Fabián García Pacheco, Francisco Javier García Fajer (El españoleto) y Josep Duran.

## Premiados
- 2025 - Paul Atkin,  Inglaterra
- 2024 -  Philippe Jaroussky,  Francia
- 2023 -  Benjamin David,  Suiza
- 2022 - Luca Bianchini y Anna Trombetta,  Italia
- 2021 - Núria Rial,  España
- 2020 - Diego Fasolis,  Suiza
- 2019 - Olga Peretyatko,  Rusia
- 2018 - Jenny Drivala,  Grecia
- 2017 - Mathias Augustyniak + Michael Amzalag,  Francia
- 2016 - Werner Schroeter,  Alemania
- 2015 - Bejun Mehta,  Estados Unidos
- 2014 - María Bayo,  España
- 2013 - Christophe Rousset,  Francia
- 2012 - Alan Curtis,  Estados Unidos
- 2011 - René Jacobs,  Bélgica
- 2010 - Jolando Scarpa,  Italia
- 2009 - Mario Moretti,  Italia